# Vampire kisses
Vampire Kisses (Vampire Kisses: Blood Relatives?) è un manga tratto dall'omonimo romanzo di Ellen Schriber, disegnato da Rem (pseudonimo di Priscilla Hamby), distribuito in Italia dalla ReNoir.
La storia è ambientata a Dullsville, ipotetica città americana i cui abitanti sono per lo più borghesi snob. La protagonista è Raven Madison, trucco e vestiario nero, evitata da tutti meno che da Becky, sua migliore amica.
Il desiderio più grande di Raven è essere un vampiro, ed il suo sogno viene in parte esaudito: nella noiosa e borghese Dullsville un ragazzo di nome Alexander con il suo maggiordomo, Jameson provenienti dalla Romania, si trasferiscono nel vecchio maniero.
Raven si avvicina al ragazzo perché, come lei, è escluso a causa del suo modo di vestire ed ha troppi piercing e inoltre è dolcissimo, anche se con un senso dell'umorismo un po' macabro. Ma a rendere tutto più elettrizzante è il fatto che Alexander è un vampiro.

## Trama
Raven e Alexander sono felicissimi di stare insieme, a darsi appuntamenti al cimitero per farsi lunghe passeggiate tra le lapidi. Ma mentre Alexander di giorno dorme nel buio della sua bara, Raven deve affrontare la dura verità della scuola, dove l'unico alleato contro il perfido, ricchissimo e snob Trevor è Beky, l'ingenua contadinella che sin dall'infanzia condivide le prese in giro con Raven. Ma purtroppo anche la notte diventerà pericolosa, perché  Claude, cugino di Alexander, e il suo clan di mezzi vampiri, sono arrivati in città per cercare e nel caso rubare delle fiale di sangue di vampiro puro, per poi poter diventare a tutti gli effetti creature della notte.
Alexander è determinato a ostacolare la ricerca del cugino, per evitare che una persona maligna come Claude possa ricevere tutto quel potere.
Ma come poter proteggere Raven, curiosa e testarda com'è?

## Personaggi
Raven Madison: non è la classica liceale che ci si può aspettare a Dullsville: ombretto nero, rossetto nero, pipistrelli o scheletri sulle felpe, anfibi, ironia feroce.
Derisa da tutti, professori compresi, non è il tipo che si fa mettere i piedi in testa, anzi, risponde per le rime. La sua migliore amica, Beky, è l'unica che non l'abbia mai presa in giro.
Il sogno nel cassetto di Raven è essere un vampiro; e il suo fidanzato è veramente un vampiro!
Alexander Sterling: è un vampiro a tutti gli effetti appena giunto dalla Transilvania: scompare nelle fotografie, non si vede negli specchi, si brucia al sole, va in shock anafilattico se annusa l'aglio, dorme in una bara, diventa pipistrello, beve sangue, ipnotizza la gente, la trasforma in un vampiro...ma è dolcissimo e iperprotettivo, soprattutto nei confronti di Raven. Esattamente come lei si veste completamente di nero e porta gli anfibi, ma la gente di Dullsville è ancora più difensiva e meschina verso lui che verso Raven, dato che non va a scuola ma studia in casa e viene visto in giro solo di sera (per forza! di giorno lui dorme!).
Beky Miller: è la migliore amica di Raven sin dall'infanzia e vive in una fattoria; per questo motivo gli snob abitanti di Dullsville la guardano male tanto quanto Raven. Purtroppo lei non ha la stessa grinta e dell'amica, quindi molto spesso si è dovuta nascondere dietro Raven.
Tutta shopping, amicizia e dolcezza la sua vita prende una svolta quando si fidanza con Matt, uno dei più popolari giocatori di calcio della squadra della scuola. Ora più nessuno (quasi nessuno) la prende più in giro, e lei è contentissimo di avere qualcun altro che le vuole bene.
Trevor Mitchell: miglior nemico di Raven fin dall'infanzia, è il più bravo giocatore di calcio della squadra della scuola, la sua popolarità è soprattutto dovuta al fatto che è bello e strafottente al punto giusto e che suo padre possiede mezza Dullsville.
Dato che probabilmente ha sempre avuto una cotta per Raven e che deve fare la sua parte da carogna, cerca tutti i modi per ostacolare la relazione tra Raven e Alexander, e quale occasione migliora quella dell'arrivo del cugino di Alexander?
Claude Sterling: cugino mezzo vampiro di Alexander, è arrivato in città assieme alla sua banda per ritrovare delle fiale contenenti del sangue puro di vampiro. Infatti, essendo un mezzo vampiro, è reietto sia nel mondo dei vampiri sia in quello degli esseri umani.
Sin da piccolo ha avuto dei conflitti con il cugino, per colpa del proprio caratteraccio irascibile e per gelosia. Ora

## Serie romanzi
I romanzi da cui sono tratti i manga sono pubblicati dalla casa editrice ReNoir.
- Primo libro: Vampire Kisses
- Secondo libro: Morso d'amore
- Terzo libro: Vampireville
- Quarto libro: Danzando con un vampiro
- Quinto libro: Il Coffin Club

## Trama Vampire Kisses
Dullsville, una cittadina Americana dove il divertimento più grande è ritrovarsi con gli amici al Club borghese del golf, dove uno studente non ordinario è emarginato e deriso. Questo è il caso di Raven, adolescente figlia di ex hippy che entra per la prima volta nel mondo del gothic a tre anni confessando alla maestra di voler diventare un vampiro; da lì ha inizio il suo isolamento da un mondo che non le appartiene, unica compagna di avventure è la sua amica Becky, anch'essa emarginata perché figlia di contadini.
Tutto però a Dullsville sta per cambiare, con l'arrivo di una nuova famiglia che va ad abitare un maniero abbandonato vicino al cimitero della città. Raven conoscerà per la prima volta l'amore ma quante cose dovrà scoprire dell'affascinante "ragazzo dark" prima di arrivare alla verità sconcertante?

## Trama Morso d'amore
Raven, disperata dalla partenza improvvisa e immotivata di Alexander, cade in uno stato di catalessi che le impedisce di muoversi dal letto per giorni, finché decide di indagare sulla scomparsa del suo "ragazzo vampiro". Dopo aver trovato una serie di indizi giunge alla conclusione che l'amore della sua vita si trova a Hipsterville, cittadina dove abita sua zia Libby, sorella di suo padre, che non ha mai del tutto rinunciato alla mentalità hippy; lavora come cameriera per mantenersi ma la sua indole libertina la porta a fare l'attrice di teatro per dei piccoli show organizzati nei posti più strani. Qui Raven cerca degli indizi e così facendo si imbatte in un locale in cui la normalità è il dark-gothic. Lì incontra uno strano ragazzo di nome Jagger e da quel momento inizieranno per Raven una serie di guai. Riuscirà la bella gothic-girl a tornare salva a casa sua?e riuscirà a ritrovare il suo prezioso Alexander?